# 오자양장
오자양장(五子良將)은 위(魏)의 다섯명의 대장을 뜻하는 것으로, 촉한(蜀漢)의 오호대장군(五虎大將軍)과 동오(東吳)의 강동십이호신(江東十二虎臣)과 대비되는 것이다.
위서 장악우장서전(張樂于張徐傳)에서 유래한 것으로 생각된다. 하후돈(夏侯惇), 하후연(夏侯淵), 조인(曹仁), 조홍(曹洪), 조휴(曹休), 조진(曹眞), 하후상(夏侯尙)이 포함되지 않은 이유는 그들은 모두 조조의 일족이었기 때문에 제하후조전(諸夏侯曹傳)에 포함되었기 때문이고, 이전(李典), 이통(李通), 장패(臧覇), 문빙(文聘), 여건(呂虔), 허저(許褚), 전위(典韋), 방덕(龐德), 방육(龐淯), 염온(閻溫)이 포함되지 않은 이유는 그들이 차지하는 무게감, 역임한 직책 등에서 장악우장서전에 속해 있는 장수들보다 더 작고 낮았기 때문에 이이장문여허전이방염전(李藏文呂許典二龐閻傳)에 포함되었기 때문이다.

### 명단
- 장료
- 악진
- 우금
- 장합
- 서황

### 후기 명단
- 장호
- 악침
- 우규
- 장웅
- 서개

## 같이 보기
- 수하팔부
- 관중십장
- 오호대장군
- 팔건장
- 강동십이호신
- 건안칠자
- 서원팔교위
- 강하팔준
- 촉한사상
- 순우팔황
- 삼조
- 마씨오상
- 사마팔달
- 제하후조전
- 이이장문여허전이방염전